# Bosnia y Herzegovina en los Juegos Olímpicos de Pyeongchang 2018
Bosnia y Herzegovina estuvo representada en los Juegos Olímpicos de Pyeongchang 2018 por cuatro deportistas, dos hombres y dos mujeres, que compitieron en dos deportes.
La portadora de la bandera en la ceremonia de apertura fue la esquiadora alpina Elvedina Muzaferija. El equipo olímpico bosnio no obtuvo ninguna medalla en estos Juegos.